# Rhodiola pachyclados
Rhodiola pachyclados là một loài thực vật có hoa trong họ Crassulaceae. Loài này được (Aitch. & Hemsl.) H. Ohba miêu tả khoa học đầu tiên năm 1976.